# Televisión 3D

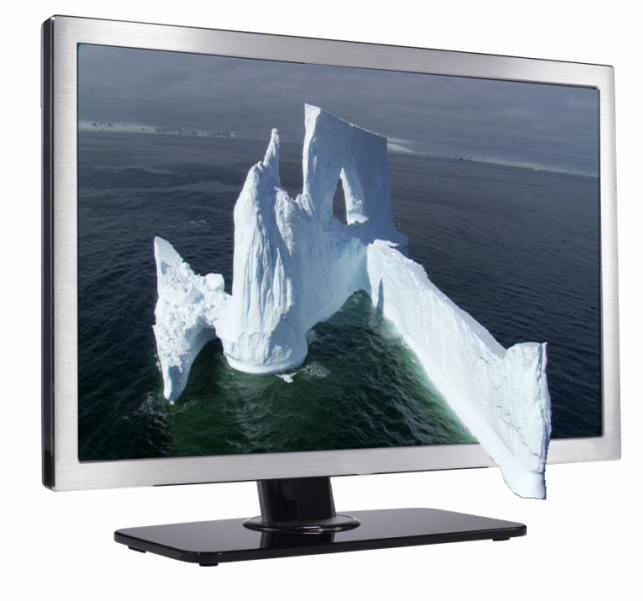
La sensación que dan estos monitores es la de que la imagen "sale de la pantalla".

La Televisión 3D o Televisión estereoscópica se refiere a un televisor que permite visualizar imágenes en 3 dimensiones, utilizando diversas técnicas para lograr la ilusión de profundidad (tres dimensiones de espacio o 3D), esto da a  a la imagen la apariencia de solidez y profundidad, de modo que no parece una imagen plana, sino un objeto más real.
Todo proceso que permite crear imágenes en 3D a partir de un par estéreo se conoce con el nombre de estereoscopía, y fundamentalmente se basa en el principio natural de la visión humana, en donde cada uno de nuestros ojos capta en un mismo instante una imagen ligeramente diferente a la del otro ojo, debido a la distancia que los separa. Ambas imágenes son procesadas por nuestro cerebro, permitiéndonos observar el mundo en 3D, tal como lo conocemos. Si bien la televisión comercial en 3D es relativamente nueva, las técnicas de visualización estereoscópicas son tan antiguas como los orígenes de la fotografía, en cuanto a la TV los primeros experimentos se realizaron en 1928. Las imágenes de video proyectadas por un televisor en 3D (así como otros sistemas estereoscópicos como el Cine 3D), son creadas con el mismo principio: una escena es capturada a través de 2 cámaras ligeramente separadas, y luego es proyectada, utilizando lentes especiales de manera que cada imagen solo sea vista por uno de nuestros ojos.
La televisión estereoscópica ingresó con fuerza en el mercado, pero no logró superar, en términos de adaptación, a la televisión convencional 2D. En el 2017 los últimos fabricantes de televisores 3D: LG y Sony dejaron de producirlos por lo que actualmente ya no se pueden adquirir.

## Los inicios
Los primeros ensayos de TV estereoscópica fueron realizaron en 1928 por John Logie Baird. El 10 de agosto de ese año se se demostró en los Laboratorios Baird en Long Acre la transmisión de imágenes en tres dimensiones ante una audiencia de científicos y representantes de la prensa. La técnica utilizada seguía los mismos principios que los de la fotografía estereoscópica, y se basaba en la percepción por dos ojos que ven, cada uno de ellos, la escena desde un punto diferente, dichas imágenes son combinadas en el cerebro creando la impresión de profundidad.
El la técnica fotográfica se usaban sendos prismas para hacer converger y superponen dos imágenes obtenidas por dos objetivos separados una distancia similar a la que están separados los ojos en el ser humano. John Logie Baird  desarrolló un sistema de escaneo mediante un Disco de Nipkow que poseía dos espirales perforadas en media circunferencia separadas entre sí una distancia similar a la que hay entre los ojos de un ser humano. Tras el disco se ubica una fuente de luz intensa y delante del mismo la lente que hace que un punto de luz transmitida atraviese el objeto de la escena. La disposición es doble de tal forma que cada espiral tiene su lente y su fuente de luz creando dos puntos que escanean la escena y que conforman la señal a emitir.
En el receptor se utiliza un disco similar con las dos semiespirales perforadas cuyos  orificios corre exactamente al mismo paso que el disco transmisor. Tras ellos se ubica una tubo de neón que cubre ambas especiales y la ilumina alternativamente de forma que en la pantalla aparezcan dos imágenes, una al lado de la otra, separadas por una distancia similar a la de la separación entre ojos. Las imágenes así creadas se ven a través de un dispositivo de visualización estereoscópica, que consta de dos prismas, que hacen que las imágenes converjan y se mezclen en una sola. La mezcla de ambas imágenes se puede realizar también de forma directa, mirando cada una de ellas con uno de los ojos.
El desarrollo posterior de la televisión electrónica facilitó la realización práctica de toda esta técnica.

## Lentes 3D
En la industria del 3D existen dos grandes categorías de lentes 3D: los pasivos y los activos.
Los lentes pasivos:
- Los anaglifos fueron durante décadas los lentes pasivos más populares. Los lentes anaglifos utilizan filtros de color (rojo–azul, rojo–verde o bien ámbar–azul), los que permiten visualizar imágenes distintas en cada ojo, dando así un efecto de profundidad relativamente convincente.
- Lentes pasivos polarizados, que hoy en día se utilizan, principalmente en salas de cine 3D y un poco en televisores de 3D. Estos lentes filtran las ondas de luz provenientes desde diversos ángulos de la pantalla, permitiendo que cada ojo por separado reciba solo la imagen polarizada que le corresponde. Estos lentes fueron inmediatamente más populares que los anaglifos debido a que no utilizan filtros de color que pudiesen distorsionar el color original de la imagen.

Los lentes activos:
- Utilizan tecnología de cristal líquido LCD, y son un componente fundamental. Estos poseen sensores infrarrojos (IR) que permiten conectarse de manera inalámbrica con el televisor 3D. En este sistema, las dos imágenes no se muestran al mismo tiempo, sino que se encienden y apagan a alta velocidad. Los lentes de cristal líquido se van alternando entre un modo "transparente" y un modo "opaco" al mismo tiempo que las imágenes se alternan en la pantalla, es decir, el ojo izquierdo se bloquea cuando la imagen del ojo derecho aparece en la televisión y viceversa. Esto ocurre tan rápido que nuestra mente no puede detectar el parpadeo de los lentes.

El VUTSI:
- Parte del mismo principio básico para ver TV en 3D, una manera sencilla de ver TV en estereoscopía o pseudoscopía, a través del control del recorrido de la energía electromagnética en el espacio, descubierto por el Científico Militar Boliviano Ing. Rigoberto Mendizabal Márquez el 5 de julio de 2001; sistema que aprovecha el intervalo de tiempo entre el instante actual de la observación de una secuencia frente a la previa, donde el sistema hace que se observe al mismo tiempo. El sistema permite controlar el recorrido de la energía electromagnética en el espacio, en base al índice de refracción del material transparente que se emplea como retardador. Cabe especificar que mientras se ve la secuencia actual con un ojo, con el otro (a través del retardador) se puede ver la secuencia anterior, siendo posible ver en tres dimensiones real o invertida, dependiendo de la dirección del recorrido de la cámara filmadora o movimiento de los objetos que son capturados por una sola cámara. No obteniendo ningún resultado, si la cámara y los objetos quedan estáticos. Esta es una opción interesante para todos los televidentes que no tienen los recursos necesarios para adquirir TV LCD, PLASMA, led 3D, más sus lentes específicos, en función a la tecnología que usan. Esta tecnología ha sido denominada VUTSI (Visor Universal Tridimensional de Secuencia de Imágenes), es posible el uso del VUTSI en proyecciones de películas normales en salas de CINE, en juegos de ordenador, y en vídeos caseros, sin que precisen edición alguna, para lo cual se recomienda que las secuencias de imágenes sean de alta calidad para obtener mejores resultados.

## Tipos de televisores 3D

### Televisión autoestereoscópica
La televisión autoestereoscópica se considera una mejora respecto al sistema anterior y permite ver la TV en 3D sin necesidad de gafas. Además de representar la información de profundidad permite la selección arbitraria del punto de vista y dirección dentro de la escena. De esta manera, un cambio de posición del espectador afecta a la imagen que este observa. La sensación es que la escena gira con el movimiento del observador. Este fenómeno se conoce como Free viewpoint (punto de vista libre) y estos están limitados actualmente a 8 por cuestiones tecnológicas. Cada Free Viewpoint requiere dos imágenes (una por cada ojo) lo que hace que para los 8 puntos de vista se necesiten mostrar 9 imágenes a la vez, diferentes en el plano horizontal, lo que quiere decir que la pantalla tendrá que tener una resolución mucho mayor que la HDTV.
Se resuelve también el problema de la cantidad de espectadores porque puede haber más de uno, ya que no es necesario localizarlos en posiciones preestablecidas.
El principal cambio es la utilización de microlentes que permiten controlar la difracción de los haces de luz. También permiten mantener el modo de dos dimensiones.
Tener diferentes puntos de vista significa incrementar el número de imágenes mostradas a la vez. Esto quiere decir que el monitor debe tener una resolución 4 veces mayor que la resolución estándar (SDTV) y soportar corrientes de vídeo de millones de bytes por segundo. Además, la utilización de lentes delante de la pantalla puede suponer una pérdida de brillo, contraste y color si no se aplica un sistema de control de calidad riguroso al conjunto de microlentes.

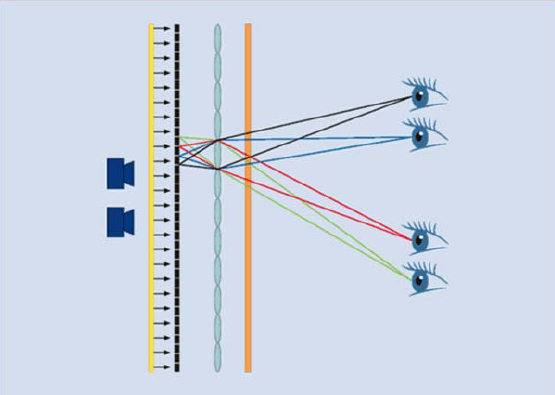
El Free viewpint permite que haya más espectadores y que cada uno tenga una visión diferente.

#### WOWvx

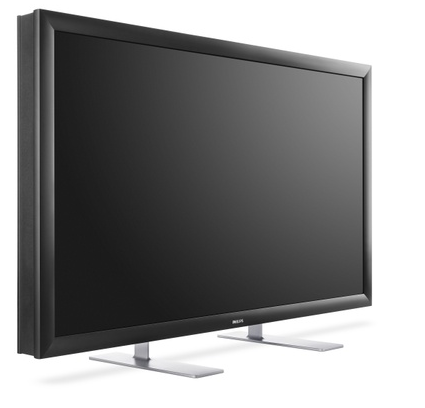
Televisor WOWvx autoestereoscópico de Philips.

Philips fue la primera empresa en sacar al mercado el primer televisor autoestereoscópico. El televisor WOWvx de 42 pulgadas tiene un ángulo de visión de 160 grados y una resolución de 3840x2160 píxeles. Además, es capaz de representar 9 imágenes a la vez.
WOWvx es un tipo de monitor y herramientas de software fabricado por Philips, que ofrece imágenes en 3D sin gafas para varios espectadores a la vez. Philips vende pantallas de este tipo para publicidad, entretenimiento y visualización 3D. WOWvx utiliza el formato de 3D llamado "2D-plus-depth" que tiene una profundidad de un mapa de escala de grises al lado de cada cuadro 2D. Philips inició un sitio web de la comunidad WOWvx donde se pueden descargar muestras de animaciones y películas en 3D.
Philips suspendió las ventas y la producción de la pantalla 3D de 42 pulgadas (modelo 423D6W02) en marzo de 2009. Esto ocurre dado que la empresa considera que otra guerra de formatos es contraproducente y desastrosa para el mercado. Su principal objetivo al detener la producción y ventas es llegar a una gama estándar de la industria para la codificación y entrega de contenido 3D a 3D de la televisión. Debido a la evolución del mercado de la empresa ya no se justifica su planteamiento anterior.

##### Tecnología de lentes multivista
la capa con una matriz de lentes transparentes y cilíndricas están fijadas sobre la pantalla. La transparencia de esta capa es un factor limitador para el contraste y el brillo que el monitor pueda representar.
Mientras que con un ojo percibimos una parte de la pantalla, con el otro, que observa desde un ángulo diferente, observaremos otra parte dirigida hacia el otro ojo. Entonces podemos decir que, para el observador, cada píxel observado es una lente, pero estas están subdivididas en subpíxeles. Para crear el efecto 3D se tiene que representar la información sobre cada subpíxel. La visión múltiple se consigue cuando una lente se coloca solapando un grupo de subpíxeles, enviando la información de cada subpíxel en una dirección diferente.

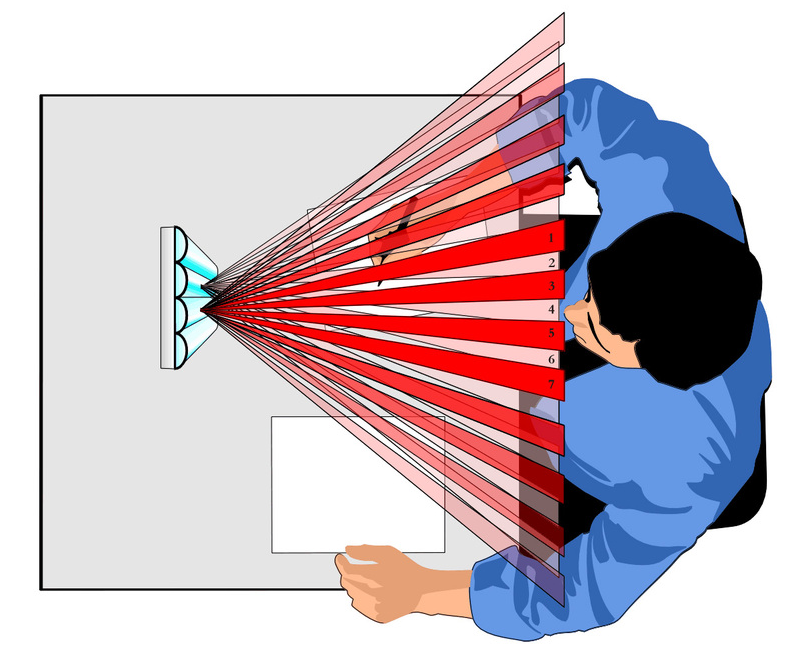
Cada lente semicircular refracta la información de cada subpíxel en una dirección diferente.

##### Matriz de lentes

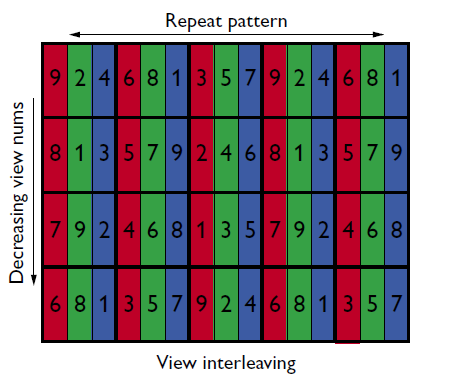
Patrón de repeticiones.

Una característica de todos los televisores 3D es la diferencia entre la resolución del píxel y la profundidad. En una escena en 3D, los píxeles que en 2D contribuyen a una resolución también se utilizan para mostrar la profundidad. Si el conjunto de lentes se posicionan de forma vertical encima de la pantalla, la resolución horizontal disminuirá en un factor igual al número de imágenes mostradas a la vez. Por ejemplo, un televisor que muestre 9 imágenes a la vez y con lentes colocadas de forma vertical, su resolución horizontal será 9 veces inferior a la vertical y causará un desequilibrio en la relación de aspecto del píxel.
Este problema se soluciona inclinando las lentes con un patrón repetitivo, de esta manera se disminuye la resolución horizontal y vertical en un factor de tres, haciendo que se mantenga en cada píxel una relación cuadrada. El efecto que se percibe es que algunos píxeles se repiten horizontalmente.
La inclinación de las lentes hace que, mientras que se cambia de punto de vista, se intercale una visión poco coherente e incorrecta. De todas formas, este método es necesario para no ver zonas con sitios vacíos.

##### 2D & 3D Dual mode (compatibilidad entre el modo 2D y 3D)

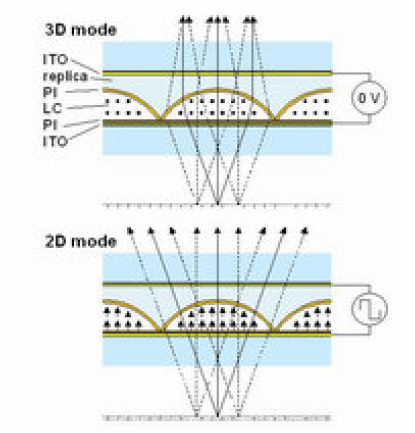
Las lentes de cristal líquido permiten cambiar el ángulo de refracción de la luz incidente. En el momento que aplicamos una carga sobre estas eliminamos su efecto.

Los televisores autoestereoscópicos permiten ver contenidos 2D y 3D sobre la misma pantalla. Conociendo el contenido visual a reproducir se realiza el cambio de modo. En el modo 3D cada lente refracta el frente de onda hacia una dirección diferente, provocando el efecto 3D. En el modo 2D el efecto de las lentes se puede eliminar de dos maneras:
- Aplicando un procesado a la señal de vídeo. Sabiendo las características ópticas de las lentes, el contenido de la señal puede ser redistribuido en los (sub)píxeles para cancelar el efecto de las lentes.

- Lentes de LC (cristal líquido) permiten desactivar el efecto de las lentes. Con lentes de LC en modo 2D, todos los píxeles contribuyen en una única imagen de alta resolución. Este proceso ha sido patentado por PHILIPS 3D Solutions[4] y consiste en variar el índice de refracción de las lentes. La capa de lentes se llena de cristal líquido y de esta manera tienen un índice de refracción diferente que permite el modo 3D. Para cambiar al modo 2D, se aplica una carga eléctrica sobre el cristal líquido para alterar su índice de refracción y como resultado se consigue que no refracte la luz que pasa a través de él.

## Creación de contenidos 3D
Se requieren nuevas metodologías a la hora de grabar contenidos visuales para aprovechar el nuevo método de representación de estos televisores. Se trata de captar más información de la que podemos captar únicamente con una cámara. Los métodos utilizados son los siguientes:

### Multicámara
Permite crear diferentes puntos de vista en un espacio limitado, utilizando varias cámaras. Se requiere una calibración de todas las cámaras.

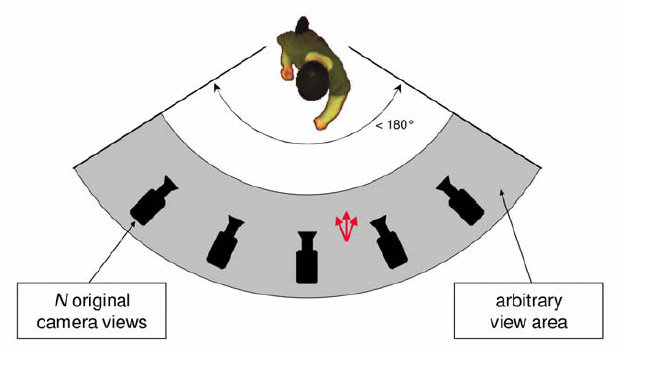
En una grabación con multicámara se colocan las cámaras alrededor de la escena a grabar.

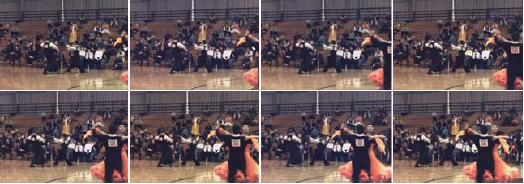
Visión desde diferentes ángulos de una misma secuencia.

### Time-of-Flight (TOF)

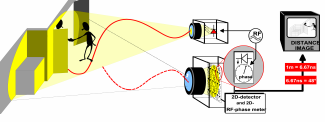
La cámara envía una señal infrarroja que rebota en la escena y es captada por cada píxel.

El Time-Of-Flight (tiempo de vuelo) es un método para extraer la información de profundidad de una única imagen para que así podamos crear una visión estéreo (no confundir con visión 3D).
El TOF consiste en que la cámara emite una señal modulada en el espectro infrarrojo, sobre los 20 MHz o mayor. Esta señal incide sobre la escena y vuelve rebotada sobre la cámara. Cada píxel de la cámara puede demodular esta señal y, a través de su fase, detectar la distancia. La cámara genera una imagen en escala de grises que nos da la información de profundidad.

### Plugins para programas de animación 3D
Muchas aplicaciones de animación hoy en día trabajan con planos en 3D pero finalmente renderizan archivos en 2D. En estos casos la información de profundidad se encuentra implícita en la animación creada y, por lo tanto, se puede extraer un contenido en 3D.

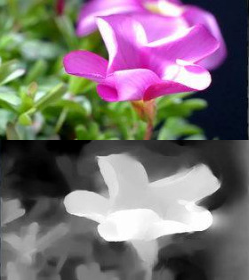
Imagen 2D más el plano de profundidad, con el que se puede generar una imagen estéreo.

Philips, por ejemplo, ha desarrollado para los softwares más conocidos de animación 3D (como Autodesk Maya o 3Ds Max) unos plugins que exportan las imágenes en 3D más el plano de profundidad, para que de esta manera se puedan generar nuevos contenidos.

## Estándar de codificación
Los vídeos multivista tienen un gran tamaño y requieren una elevada tasa de bits para ser reproducidos. La necesidad de comprimir este formato ha hecho que se realizase un nuevo método de compresión llamado codificación multivista. Este formato aprovecha la gran redundancia espacial entre las imágenes de las cámaras para reducir el número de bits. Para hacerlo se basa en las técnicas utilizadas en MPEG-2, haciendo servir imágenes tipo I,P,B y con el algoritmo de Block matching.
Este formato no se encuentra estandarizado, pero se prevé que en un futuro surja un estándar sobre MPEG, llamado MPEG-MVC.

## Aplicaciones
Hoy en día esta tecnología se encuentra en el mercado. Se prevé que los primeros campos en utilizarse serán en el sector de la publicidad, en la visualización científica y médica, en aplicaciones de manipulación remota y en el sector del ocio.

## Fabricación
Actualmente ya no hay ninguna marca que ofrezca televisores en 3D.